# NGC 2040
NGC 2040 là cụm sao mở nằm cách xa 160.000 năm ánh sáng  trong chòm sao Kiếm Ngư. Đó là một nhóm sao trẻ ở một trong những khu vực hình thành sao lớn nhất của Đám mây Magellan Lớn.